# Gas a líquidos

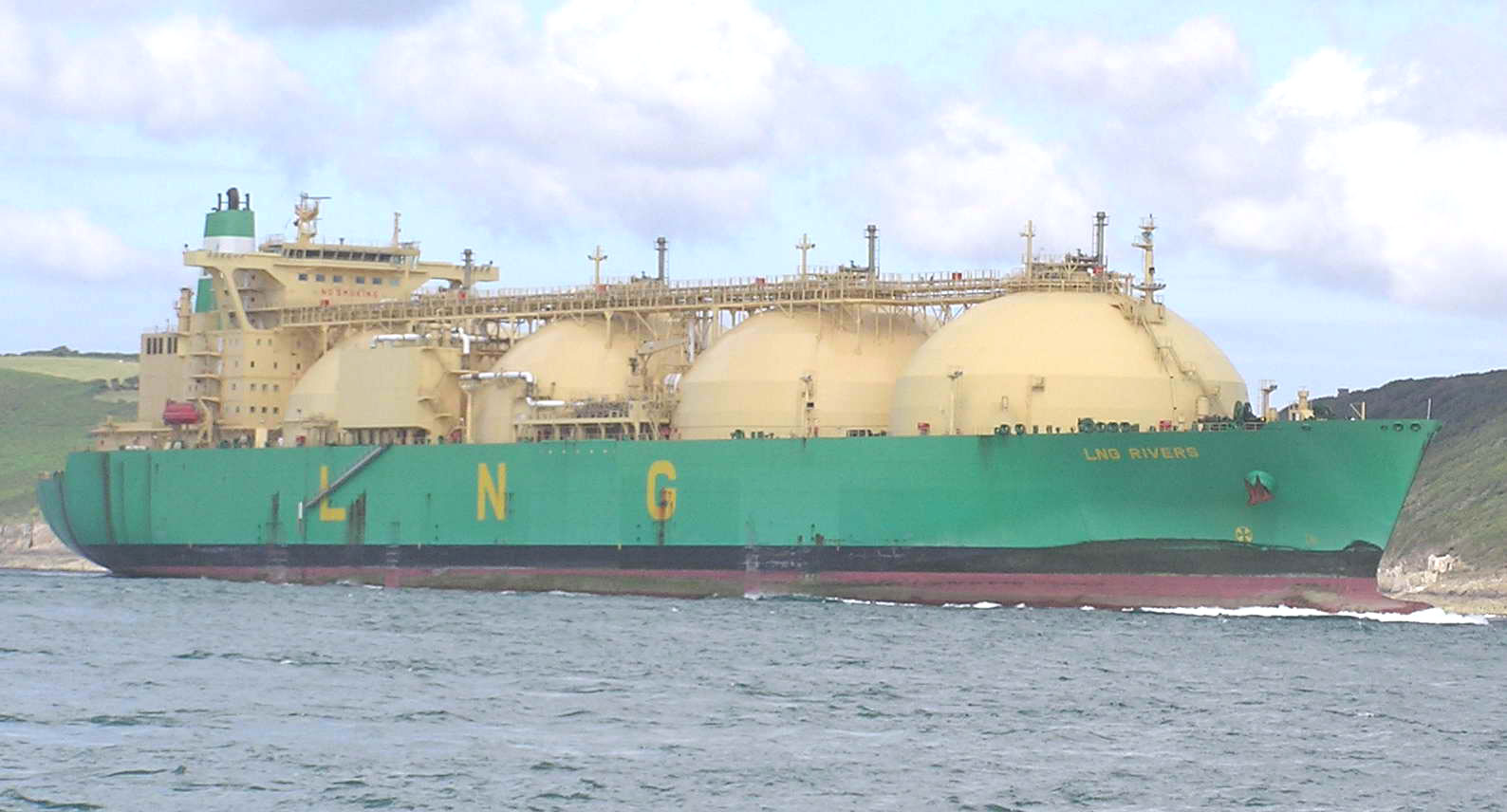
Los metaneros se utilizan para transportar gas natural licuado (LNG por las siglas en inglés, que pueden verse en amarillo sobre el casco del buque).

La conversión del gas natural en hidrocarburos  líquidos (GTL por sus siglas en inglés) es un proceso de refinería para transformar gas natural u otros hidrocarburos gaseosos (de cadena corta) en hidrocarburos de cadena más larga, como gasolina o diésel (gasóleo), que son líquidos a temperatura ambiente. Los gases ricos en metano se convierten en combustibles sintéticos líquidos. Existen dos estrategias generales: (i) combustión parcial directa de metano a metanol y (ii) procesos similares al  Fischer-Tropsch, que convierten una mezcla de monóxido de carbono e hidrógeno en hidrocarburos. La estrategia (ii) es seguida por diversos métodos para convertir las mezclas de hidrógeno y monóxido de carbono en líquidos. La combustión parcial directa ocurre en la naturaleza, pero no se ha empleado industrialmente. 
Las tecnologías que dependen de la combustión parcial se han comercializado principalmente en regiones donde el gas natural es barato por su abundancia.
El motivo de incorporar tecnologías GTL a un yacimiento de gas natural es producir combustibles líquidos, que se transportan más fácilmente que el metano. El metano debe enfriarse por debajo de su temperatura crítica de -82,3 °C para ser licuado a presión. Debido a que un vehículo de transporte de gas natural licuado (GNL) necesita llevar un voluminoso dispositivo criogénico, para mantener fría su carga, el GNL se transporta en grandes buques metaneros (también llamados gaseros). En cambio, el metanol es un combustible líquido que se maneja fácilmente, aunque su densidad de energía es la mitad que la de la gasolina.

## Proceso Fischer-Tropsch

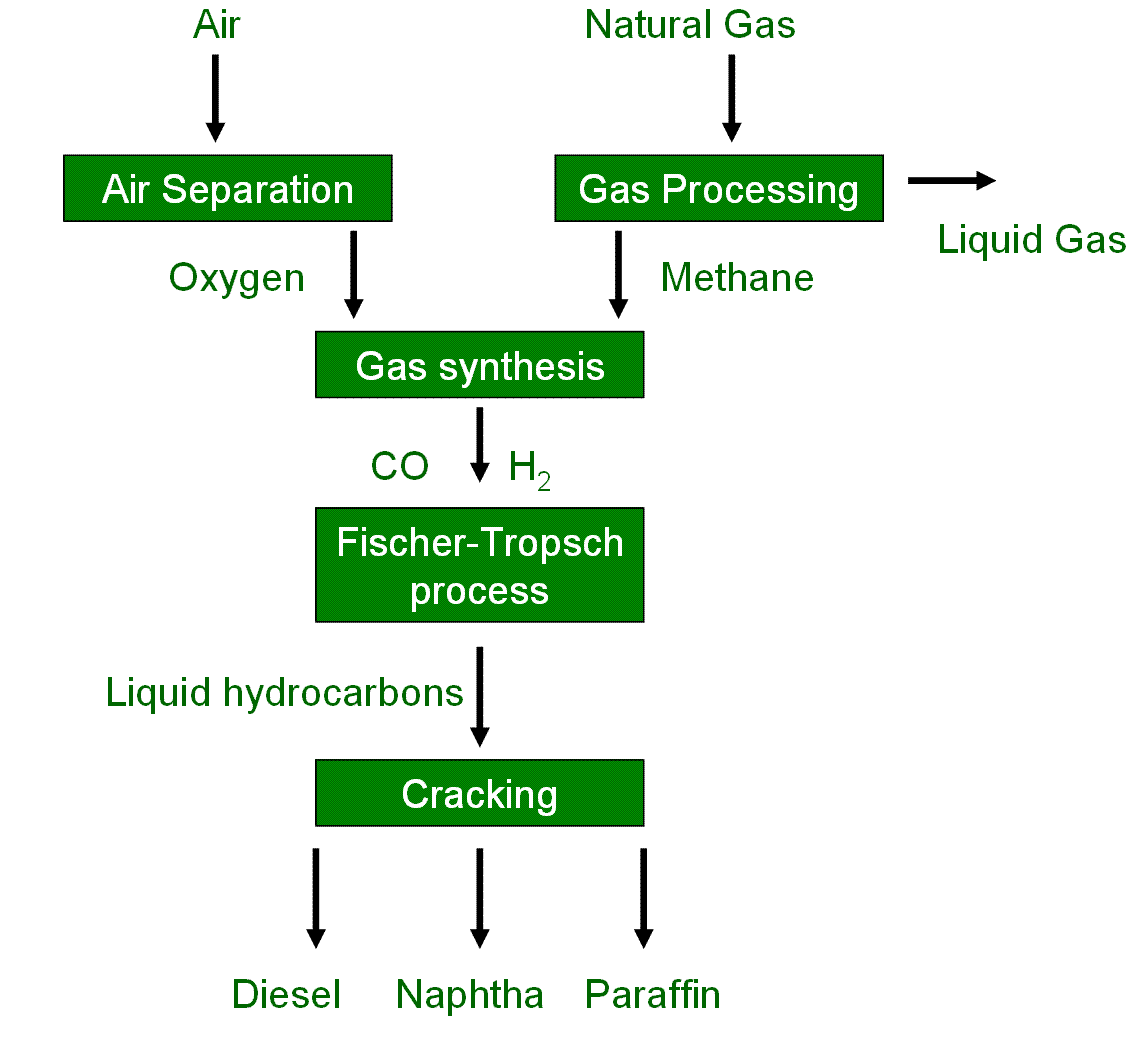
Proceso GTL que utiliza el método Fischer Tropsch

Para la GTL se puede emplear el proceso Fischer-Tropsch, que comprende varias reacciones químicas que convierten una mezcla de monóxido de carbono (CO) e hidrógeno (H2) en hidrocarburos de cadena larga. Estos hidrocarburos suelen ser líquidos o semilíquidos e idealmente tienen la fórmula (Cn H2n+2 ).
Para obtener la mezcla de CO y H2 de partida, el metano (CH4, componente principal del gas natural) puede someterse a una oxidación parcial que produce una mezcla de gas de síntesis sin procesar compuesta principalmente de dióxido de carbono, monóxido de carbono e hidrógeno (y a veces, agua y nitrógeno). La proporción de monóxido de carbono respecto al hidrógeno en esta mezcla de gas de síntesis se puede ajustar, por ejemplo, utilizando la reacción de desplazamiento del gas de agua . La eliminación de impurezas, en particular nitrógeno, dióxido de carbono y agua, de la mezcla de gas de síntesis sin procesar, produce gas de síntesis puro (syngas).
El gas de síntesis puro se lleva al proceso Fischer-Tropsch, donde reacciona con un catalizador de hierro o cobalto para producir hidrocarburos sintéticos, incluidos alcoholes.

## Proceso de metano a metanol
El metanol se obtiene del metano (componente principal del gas natural) en una serie de 3 reacciones:
Reformado con vapor
CH 4 + H 2 O → CO + 3 H 2 Δ r H = +206 kJ mol −1
Reacción de desplazamiento del gas de agua
CO + H 2 O → CO 2 + H 2 Δ r H = -41 kJ mol −1
Síntesis
2 H 2 + CO → CH 3 OH Δ r H = -92 kJ mol −1
El metanol así formado se puede convertir en gasolina mediante el "proceso Mobil" o mediante el proceso de metanol a olefinas (también llamadas alquenos, esto es, hidrocarburos con al menos un enlace doble).

## Metanol a gasolina (MTG) y metanol a olefinas
A principios de la década de 1970, la petrolera Mobil desarrolló un procedimiento alternativo al Fischer-Tropsch en el que el gas natural se convierte en gas de síntesis y luego en metanol. El metanol reacciona en presencia de un catalizador de zeolita para formar alcanos. La reacción consiste en que  el metanol se deshidrata parcialmente para dar éter dimetílico:
2 CH3OH → CH3OCH3 + H2O
La mezcla de éter dimetílico y metanol luego se deshidrata más sobre un catalizador de zeolita como ZSM-5, lo que hace que se polimerice e hidrogene para dar una gasolina con hidrocarburos de 5 o más átomos de carbono, que constituyen el 80 % del peso del combustible. El proceso Mobil MTG se realiza en China a partir de metanol derivado del carbón por la minera JAMG. Una implementación más moderna del proceso MTG es la síntesis mejorada de gasolina (TiGAS) de Topsøe.
El metanol se puede convertir en olefinas utilizando catalizadores heterogéneos basados en zeolitas y SAPO (fosfato de sílice y aluminio). Dependiendo del tamaño del poro del catalizador, este proceso puede generar productos C2 o C3 (de 2 o 3 átomos de carbono), que son monómeros importantes.

## Proceso STG+ (de syngas a gasolina)

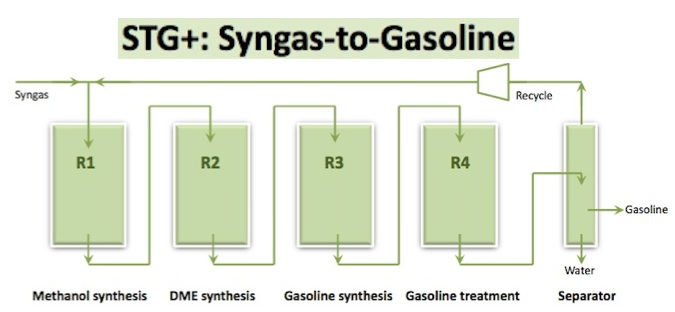
El proceso STG+

Un tercer proceso de gas a líquidos se basa en la tecnología MTG al convertir el gas de síntesis derivado del gas natural en gasolina y combustible para aviones a través de un proceso termoquímico de circuito único.
El proceso STG+ sigue 4 pasos principales en un ciclo de proceso continuo. Este proceso consta de 4 reactores de lecho fijo en serie en los que un gas de síntesis se convierte en combustibles sintéticos. Los pasos para producir gasolina sintética de alto octanaje son los siguientes:
1. Síntesis de metanol: se alimenta con gas de síntesis al reactor 1, el primero de los 4, que convierte la mayor parte del gas de síntesis (CO yH
2) en metanol (CH
3OH).
2. Síntesis de éter dimetílico (DME): el gas rico en metanol del reactor 1 se introduce en el reactor 2. El metanol se expone a un catalizador y gran parte se convierte en DME, lo que implica una deshidratación del metanol para formar DME (CH
3OCH
3).
3. Síntesis de gasolina: el gas que sale del reactor 2 se introduce en el 3, que contiene el catalizador para la conversión de DME en hidrocarburos, incluidas parafinas (también llamadas alcanos, hidrocarburos sin enlaces dobles ni triples), compuestos aromáticos, naftenos (cicloalcanos) y pequeñas cantidades de olefinas (alquenos), principalmente de C
6 (número de átomos de carbono en la molécula de hidrocarburo) a C
10 .
4. Tratamiento de gasolinas: en el cuarto reactor se producen tratamientos de transalquilación e hidrogenación a los productos procedentes del tercero. Estos tratamientos reducen los componentes de dureno (tetrametilbenceno)/isodureno y trimetilbenceno, que se congelan a temperaturas relativamente altas y, por tanto, deben minimizarse en la gasolina (el combustible solo se puede utilizar en estado líquido). La gasolina sintética resultante tiene alto octanaje y las propiedades viscométricas deseables.
5. Separador: Finalmente, la mezcla del reactor 4 se condensa para obtener gasolina. El gas no condensado y la gasolina se separan en un condensador/separador convencional. La mayor parte de este gas no condensado se devuelve al reactor 1, dejando el producto de gasolina sintética compuesto de parafinas, cadenas aromáticas y naftenos.

## Conversión biológica de gas en líquidos (Bio-GTL)
Como se ha visto, la base de la conversión de gas en líquidos es el metano. Por ello las 3 enzimas que procesan el metano han atraído mucha atención. Estas enzimas sustentan la existencia de los metanotrofos, microorganismos que metabolizan el metano como única fuente de carbono y energía. Los metanótrofos aeróbicos emplean enzimas que oxigenan el metano convirtiéndolo en metanol. Las enzimas relevantes son las metano monooxigenasas, que pueden ser solubles o estar unidas a la membrana del microorganismo. Catalizan la oxigenación según la siguiente estequiometría:
CH4 + O2 + NADPH + H+ → CH3OH + H2O + NAD+
En cambio, los metanótrofos anaeróbicos utilizan las enzimas llamadas metil-coenzima M reductasas para transformar el metano. Estos organismos efectúan metanogénesis inversa. Se han realizado grandes esfuerzos para dilucidar los mecanismos de funcionamiento de estas enzimas, lo que permitiría replicar su catálisis in vitro.
Se puede fabricar biodiésel a partir de dióxido de carbono (CO2) utilizando los microbios Moorella thermoacetica y Yarrowia lipolytica. Este proceso se conoce como conversión biológica de gas en líquidos.

## Usos comerciales

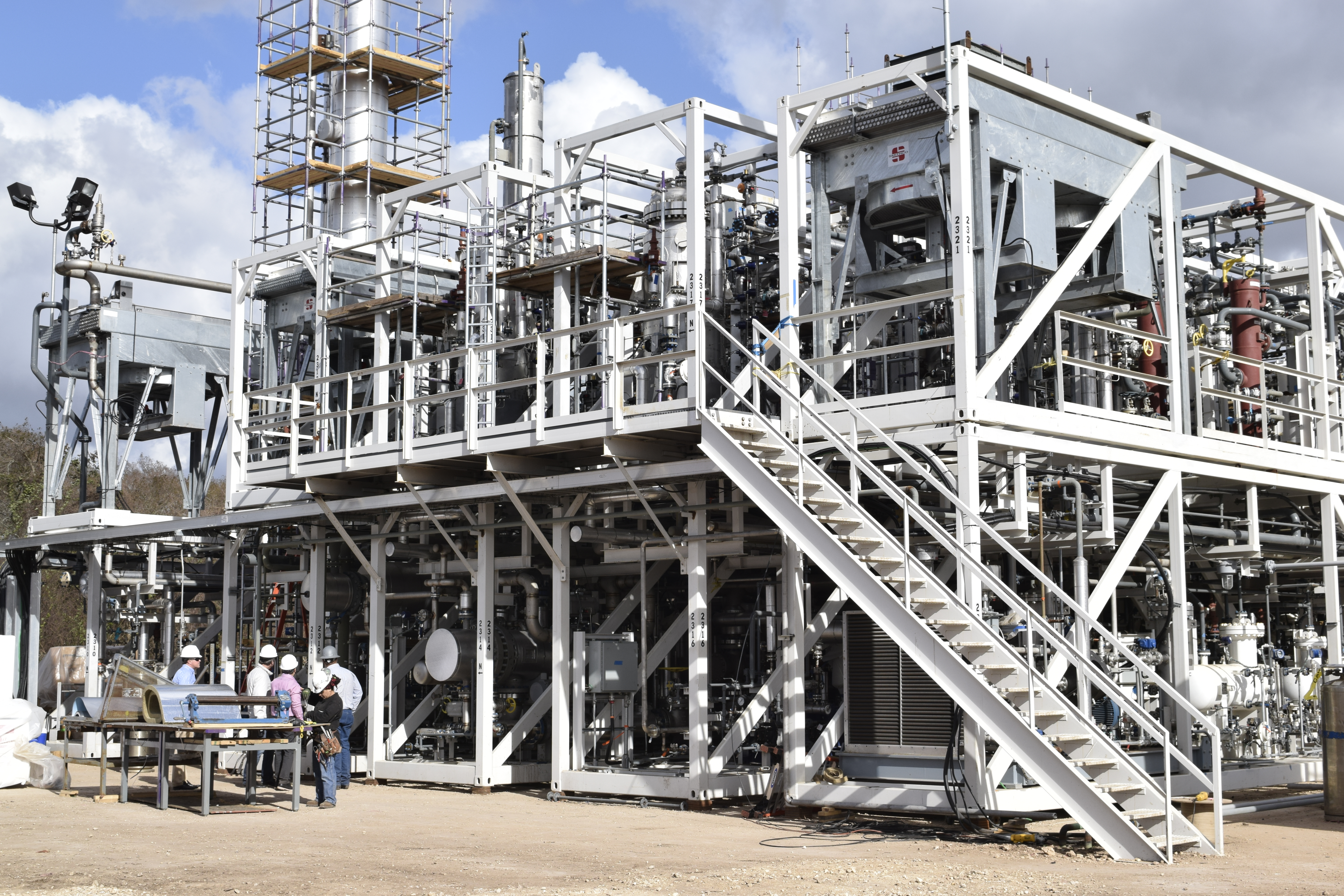
Planta INFRA M100 GTL

Las refinerías de petróleo obtienen frecuentemente en sus procesos metano residual y otros hidrocarburos gaseosos de cadena corta, de los que se deshacen mediante quemado en antorcha. Usando procesos de conversión de gas a líquido, las refinerías pueden transformar algunos de estos productos sin valor en fuelóleos con valor comercial, que pueden venderse tal cual o mezclados solo con gasóleo. El Banco Mundial estima que anualmente más de 5,3 · 1012 pies cúbicos de gas natural se queman o se emiten directamente al aire, una cantidad valorada en unos 30,6 millardos de dólares estadounidenses, equivalente al 25 % del consumo de gas de Estados Unidos o al 30 % del consumo anual de gas de la Unión Europea. Mediante la GTL se podría sacar partido de esta ingente cantidad que ahora se desperdicia. Los procesos de gas a líquidos también se pueden usar para la extracción económica de yacimientos de gas en lugares donde no es rentable construir un gasoducto. En ausencia del calentamiento mundial, los procesos GTL cobrarían mayor importancia a medida que se fueran agotando los yacimientos de crudo, pero con la actual emergencia climática y el posible abandono de los combustibles fósiles hacia 2050, las cuantiosas inversiones necesarias para la GTL tienen una rentabilidad dudosa a medio plazo.
Royal Dutch Shell produce diésel a partir de gas natural en una fábrica en Bintulu, Malasia. Otra instalación GTL de Shell es la planta Pearl GTL en Catar, la instalación de GTL más grande del mundo. SASOL ha construido recientemente la planta Oryx GTL en Ras Laffan Industrial City, Catar y, junto con Uzbekneftegaz y Petronas, construye la planta Uzbekistán GTL . Chevron Corporation, en una asociación con Nigerian National Petroleum Corporation, está poniendo en marcha el Escravos GTL en Nigeria, que utiliza tecnología de Sasol. PetroSA, la petrolera nacional de Sudáfrica, posee y opera en Mossel Bay una planta GTL con capacidad de producir 22 000 barriles/día, que también utiliza tecnología de Sasol.

### Empresas aspiracionales y emergentes
Se está buscando una nueva generación de tecnología GTL para la conversión de gas no convencional, remoto y problemático en combustibles líquidos con valor de mercado. INFRA Technology ha construido plantas GTL basadas en innovadores catalizadores Fischer-Tropsch. Otras empresas, principalmente estadounidenses, incluyen Velocys, ENVIA Energy, Waste Management, NRG Energy, ThyssenKrupp Industrial Solutions, Liberty GTL, Petrobras, Greenway Innovative Energy, Primus Green Energy, Compact GTL, y Petronas. Varios de estos procesos han demostrado su eficacia utilizando sus combustibles para aviones en vuelos de demostración.
Otra solución propuesta para el gas en lugares remotos implica el uso de novedosas plataformas petrolíferas flotantes (FPSO por sus siglas en inglés) para, en alta mar, convertir el gas natural en líquidos como metanol, diésel, gasolina, crudo sintético y nafta.

## Economía de la GTL
La GTL sale más rentable cuando existe una gran diferencia entre el precio del gas natural y el precio del petróleo en términos de barril equivalente de petróleo (BOE por sus siglas en inglés). El petróleo se negocia en barriles (158,9873 litros), mientras que el gas natural suele negociarse en millones de unidades termales británicas (BTU por sus siglas en inglés). La energía que contiene un barril de crudo se cifra en 5,8 millones de BTU, por lo que si el precio en dólares por millón de BTU de gas natural es 0,1724 veces el del barril de petróleo, las dos energías están cotizando a la par. Esto no es lo habitual, ya que intervienen cuestiones geopolíticas, de consumo y de producción. Por ejemplo, en marzo y abril de 2012 el precio del barril superaba los 120 $, mientras que el del millón de BTU de gas natural rozaba los 2 $. La GTL puede funcionar como un mecanismo para reducir los precios internacionales del diésel, la gasolina o el crudo hasta ponerlos a la par (en términos energéticos) con el precio del gas natural, porque actualmente la producción mundial de gas natural se encuentra en expansión, debido a las nuevas técnicas de extracción por fracturación hidráulica. Esto hace que, dependiendo de la coyuntura, haya períodos con el precio del gas natural más bajo (por unidad de energía) que el del petróleo crudo. Cuando el gas natural se convierte en hidrocarburos de cadena larga mediante la GTL, los productos líquidos son más fáciles de exportar a un precio más barato, en lugar de licuarlos a GNL y luego convertirlos en hidrocarburos líquidos en un país importador de ese GNL.
Sin embargo, los combustibles GTL son mucho más caros de producir que los combustibles convencionales.